# 村田珠光

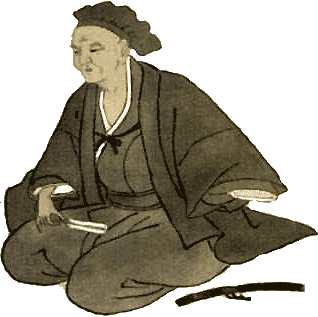
村田珠光

村田 珠光（むらた じゅこう、応永30年（1423年） - 文亀2年5月15日（1502年6月19日））は、室町時代中期の茶人、僧。「わび茶」の創始者とされる人物。なお僧侶であり本来ならば苗字は持たないが、慣習的に「村田珠光」という呼び方が広まっている。
「しゅこう」と濁らないとする説もある。

## 生涯
応永30年（1423年）奈良に出生。。父は検校の村田杢市。幼名・茂吉、木一子。
11歳の時、奈良の浄土宗寺院称名寺に入り出家。。僧名である「珠光」の名は、浄土三部経の一つ『観無量寿経』の語句「一々の珠、一々の光」からとられた。
20歳以前に称名寺を出る。その後の経歴は不明。
応仁の乱の頃には、奈良に帰るが、称名寺には戻らずに、東大寺の近くの北川端町で、庵を営む。当時の北川端町は、民家もない田園だった(『奈良坊目拙解』)。
以前は還俗したとの説があり称名寺ですらそのようにHPに記載しているが、『山科家礼記』の文明18年（1486年）8月24日の記事に「珠光坊」との呼び名で登場することから、還俗はしなかったとされている。
僧であった珠光には子がなく、興福寺尊教院の下部（寺の雑務を行う寺男）だった宗珠を養子にした。
晩年に京都三条柳水町に移り、文亀2年（1502年）5月15日、80歳で死去。

## 珠光の茶の湯
茶道史研究者の神津朝夫は、足利義政将軍など貴人との関わりでの珠光の茶道創始説を否定した。応仁の乱以前に成立したとされる『おようのあま』という物語、及びその絵巻（サントリー美術館蔵）に描かれた、主人公の老尼が遁世の法師を訪ねた時にお茶をもてなされた様子に、同じく遁世者だった珠光の茶の湯は似ていて、珠光も奈良へ帰還したときには田地の中の庵で同様の生活を送り、訪問者には茶を点てて、もてなしていたと推定される。この庵での様式が茶の湯の原型であり、これを高め追及して「わび茶」が創始されたと、指摘している。物語の法師は独り住まいなので自らお茶を点て、蓋の割れた陶製の風炉釜、継ぎのある茶碗、竹の茶器、竹柄杓を使い、これらの茶道具は部屋から見える場所に置かれていた。このように、客の前で使われる風炉釜などの和物茶道具との調和のためには、《珠光茶碗》などの下手の唐物を使う必要があり、そのために、唐物名物を多く持つことはせず、「和漢この境を紛らわす」ことが重要だと考えたのではないか、と指摘している。

## 珠光が好んだとされる茶道具
珠光が好んだという伝来を持つ道具は多く、総称して「珠光名物」と呼ばれ、主なものは以下の通り。
- 《珠光茶碗》
- 《投頭巾茶入》
- 《珠光文琳》
- 《珠光香炉》
- 《圜悟墨蹟》
- 徐熙の《鷺の絵》

『山上宗二記』や『南方録』には、珠光が唐物の茶道具を多く所持していたと記載されている。これらの道具を所持したという事実が、珠光が還俗し商人になったという論の大きな根拠であった 。これで「村田珠光」の名が流布した。しかし近年発見された天文年間の名物記『清玩名物記』では、掲載されている珠光旧蔵の道具は《珠光茶碗》4碗のみであった。天正16年（1588年）の『山上宗二記』に下ると多くの珠光旧蔵の道具が掲載され、この間に伝来品の記載の捏造が行われた可能性がある。また上記の『山科家礼記』の発見による、珠光が一生涯僧侶であったという説の信憑性を高める結果ともなった。
珠光伝来とされる名物《珠光茶碗》とは、還元焼成で青くなるべき青磁が、技術的な不備で酸化焼成となり赤褐色になった、中国民窯製雑器である}。その四つの《珠光茶碗》のうちの一つを千利休が購入し、若かった頃の茶会で使用している。

## 一休宗純との関わり
偽書とされる『南方録』には、臨済宗大徳寺派の一休宗純に参禅し、印可の証として一休から圜悟克勤の墨蹟を授けられた、と書いてある。しかし、圜悟克勤の墨蹟は、珠光の跡取りである宗珠が所有していたとの記録が『清玩名物記』にあるのみで、一休や珠光が所持していたとの記録はない。
一休開基の真珠庵の過去帳の文亀2年5月15日（1502年6月19日）条に「珠光庵主」の名が見え、一休13回忌に一貫文を出している。その真珠庵の方丈東庭「七五三の庭」は、珠光作と伝わる。また、一休が応仁の乱から逃れるために京都東山から酬恩庵に移築した住居である虎丘庵の庭園も、珠光作と伝わる。

## 足利義政との関わり
『山上宗二記』（二月本）中の「珠光一紙目録」にある記述より、能阿弥の紹介によって室町幕府8代将軍・足利義政に茶道指南として仕えたとされたが、これは同書中の能阿弥に関する記述がその生没年と合わないことから現在の茶道史研究では基本的に否定されている。

## 古市播磨法師宛一紙（心の文）
珠光が茶の湯の弟子である古市澄胤に宛てて書いたとされる『古市播磨法師宛一紙』（通称「心の師の文」）は、珠光の茶の湯に対する考えが記されていることで有名である。『松屋会記』という茶会記を記したことで有名な奈良の松屋が所持し、小堀遠州に表具を依頼して掛物とした。江戸時代後期に大坂の豪商である鴻池道億へ譲られ、近代には平瀬露香が所蔵していたが、現在は所在不明となっている。
原文
古市播磨法師　　　　　　　　珠光
この道、第一わろき事は、心の我慢・我執なり。功者をばそねみ、初心の者をば見下すこと、一段勿体無き事どもなり。功者には近つきて一言をも歎き、また、初心の物をば、いかにも育つべき事なり。この道の一大事は、和漢この境を紛らわすこと、肝要肝要、用心あるべきことなり。また、当時、ひえかる（冷え枯る）ると申して、初心の人体が、備前物、信楽物などを持ちて、人も許さぬたけくらむこと、言語道断なり。かるる（枯るる）ということは、よき道具を持ち、その味わいをよく知りて、心の下地によりて、たけくらみて、後まて冷え痩せてこそ面白くあるべきなり。また、さはあれども、一向かなわぬ人体は、道具にはからかふべからず候なり。いか様の手取り風情にても、歎く所、肝要にて候。ただ、我慢我執が悪きことにて候。または、我慢なくてもならぬ道なり。銘道にいはく、心の師とはなれ、心を師とせされ、と古人もいわれしなり。
現代語訳
この道において、まず忌むべきは、自慢・執着の心である。達人をそねみ、初心者を見下そうとする心。もっての外ではないか。本来、達人には近づき一言の教えをも乞い、また初心者を目にかけ育ててやるべきであろう。
そしてこの道でもっとも大事なことは、唐物と和物の境界を取り払うこと。（異文化を吸収し、己の独自の展開をする。）これを肝に銘じ、用心せねばならぬ。
さて昨今、「冷え枯れる」と申して、初心の者が備前・信楽焼などをもち、目利きが眉をひそめるような、名人ぶりを気取っているが、言語道断の沙汰である。「枯れる」ということは、良き道具をもち、その味わいを知り、心の成長に合わせ位を得、やがてたどり着く「冷えて」「痩せた」境地をいう。これこそ茶の湯の面白さなのだ。とはいうものの、それほどまでに至り得ぬ者は、道具へのこだわりを捨てよ。たとえ人に「上手」と目されるようになろうとも、人に教えを乞う姿勢が大事である。それには、自慢・執着の心が何より妨げとなろう。しかしまた、自ら誇りをもたねば成り立ち難い道でもあるのだが。
この道の至言として、
　わが心の師となれ　心を師とするな
（己の心を導く師となれ　我執にとらわれた心を師とするな）
と古人もいう。
（現代語訳　能文社　2009年）
解説
「和漢この境を紛らわす」、つまり、唐物と和物の茶道具を融和させることが茶の湯の道で重要だとしている。
「冷え枯るる」の下りは、初心者は「ただ美しく」という正風体を目指すべきであり、「冷え枯るる」境地は老境に至ってのみ自ずと達する、という連歌師心敬による連歌論を転用している。
最後の「心の師とはなれ、心を師とせざれ」は、浄土思想の恵心僧都『往生要集』からの引用。

## 珠光の門下
珠光の弟子として『山上宗二記』に記されているのは、奈良の豪族の古市澄胤（小笠原家茶道古流二代）、同じく奈良の興福寺西福院主、山名氏に仕えたのち奈良に隠棲した松本珠報、京都の裕福な商人だった志野宗信と石黒道提、同じく京都の侘び数寄であった粟田口善法、及び、堺に住み度々奈良を訪れていた商人だったと考えられる鳥居引拙。